# THE BOHEMIANS
THE BOHEMIANS（ザ・ボヘミアンズ）は、男性4人で構成される日本のロックバンド。2005年に結成、2011年にメジャーデビュー。所属レーベルはDELICIOUS LABEL。

## 来歴
- 2005年、同じ大学で同じ学科だった[3]平田ぱんだとビートりょうによって山形県山形市で結成[4]。山形と仙台のライブハウスを拠点に活動を開始[1]。
- 2006年、1st demoALBUM「ロックンロールショー」発表[5]。本間ドミノが加入[4]。
- 2007年、大学卒業後に上京[6]。星川ドントレットミーダウンと千葉オライリー（と無法の世界）が加入[4]。
- 2008年、1st demo EP「ダーティでリバティーなスザンナお願いだから気持ちよくして」発表[5]。千葉オライリー（と無法の世界）が脱退し、ジンタ＆ザ・ミラクルズが加入[4]。
- 2009年、2nd demo EP「レディのお気にのガイになりたい」発表。東京での活動を本格化[5]。
- 2010年、5月12日、1st album「I WAS JAPANESE KINKS」発表。[3]その後ジンタ＆ザ・ミラクルズが脱退し、千葉オライリー（と無法の世界）が再加入[4]。
- 2011年5月29日　新宿紅布にて初ワンマンショー開催[5]。8月31日、フォーライフミュージックエンタテインメントからアルバム『憧れられたい』でメジャーデビュー[7]。秋、初の全国ツアー「憧れられられられたいツアー2011」開催[5]。
- 2012年春、初の全国ワンマンツアー「is this pop?tour2012」開催[5]。10月、ザ・スパイダースの名曲をカバーするミニアルバム「THE SPIDER BEAT」を、「THE BOHEMIANS avec ムッシュかまやつ」名義でリリース[8]。
- 2014年1月、山中さわおが主宰するレーベル「DELICIOUS LABEL」に移籍[9]。
- 2017年11月、公式マスコットキャラクターのボグマ洋平がツイッターを開始。
- 2022年、ドラムの千葉オライリーの休止中、myeahnsの茂木左がサポートメンバーとして加入。
- 2023年、ドラムの千葉オライリーが11月3日のライブをもって正式に脱退。現在は茂木左やhotspringのゴエなどがサポートドラムを務めている。

## メンバー
現メンバー
- 平田ぱんだ : ボーカル
（1983年5月24日（42歳）2005年 - ）山形県山形市出身。A型。
  - 2019年、ロックンロールのレコードについて紹介する「ロックンロールの話」を出版(ライブ会場・通販限定販売)。
  - 趣味は映画鑑賞。
  - ぱんだという愛称は10代の頃から使用していたネット上のハンドルネームから。
  - 視力が悪く、度入りのサングラスを愛用している。
  - 2010年頃までのステージネームは「モリソン平田」であり、名前の由来はジム・モリソン。

- ビートりょう : ギター
（1984年10月19日（40歳）2005年 - ）山形県最上町出身。O型。
  - BEAT RYO & HIS BOTCH BAND名義でソロ活動も精力的に行なっている。
  - 実家は最上町の赤倉温泉街にある土産屋。
  - 上京したばかりの頃は亀有の一軒家に本間ドミノと住んでいた。
  - 2010年頃までのステージネームは「山崎タウンゼント」であり、名前の由来はピート・タウンゼント。
  - 中学時代は吹奏楽部に所属していた。
  - 兄がいる。

- 星川ドントレットミーダウン : ベース
（1984年7月27日（40歳）2007年 - ）山形県山形市出身。
  - ジャズベースを長年愛用している。
  - 愛称はThe Beatlesの「ドント・レット・ミー・ダウン」から。
  - ニックネームは「ほっしー」。

- 本間ドミノ : キーボード
（1984年7月1日（41歳）2006年 - ）山形県鶴岡市出身。
  - 愛称はアメリカのシンガーソングライターファッツ・ドミノから。
  - 渋谷すばるのサポートメンバーとしても活動している。

旧メンバー
- ジンタ＆ザ・ミラクルズ(現：ゾンビーズ子) : ドラムス（2008年 - 2010年）
- 千葉オライリー（と無法の世界） : ドラムス
（1984年9月5日（40歳）2007年 - 2008年、2010年 - 2023年 ）山形県山形市出身。
  - 愛称はThe Whoの「ババ・オライリィ」及び「無法の世界」より
  - 小学生の頃は吹奏楽部に入部しており、デビューアルバム「憧れられたい」ではトランペットを吹いている。
  - 大学時代は演劇に打ち込んでおり、そのため2008年にバンドを脱退していたが2010年に再加入した。
  - ファンの一部からは「ジャンさん」と呼ばれており、これは過去の「千葉オライリー(と無法の世界)a.k.a.ジャン」というステージネームから来るもの。

## ディスコグラフィ
※「最高位」はオリコンウィークリーランキングでの順位。

### 参加作品
| アーティスト    | タイトル                                   | 初出                                                 |
| --------------- | ------------------------------------------ | ---------------------------------------------------- |
| Various Artists | 「君は薔薇より美しい」                     | 『果てしなきグラムロック歌謡の世界』                 |
| Various Artists | 「ルージュの伝言」                         | 『果てしなきグラムロック歌謡の世界』                 |
| Various Artists | 「激しい雨」                               | 『KING OF SONGWRITER 〜SONGS OF KIYOSHIRO COVERS〜』 |
| Various Artists | 「No Substance」                           | 『ROCK AND SYMPATHY -tribute to the pillows-』       |
| Various Artists | 「SPIKE DRIVER BLUES」                     | 『PRIVATE LESSON〜THE PRIVATES Tribute〜』           |
| Various Artists | 「IF I FAIL（下位に落ちたら）」            | 『MAGICAL MYSTERY COVERS』                           |
| Various Artists | 「クリエイション＆アクション」             | 『Radiolaria』                                       |
| Various Artists | 「おぉ！スザンナ」Yoko sings THE BOHEMIANS | 『Radiolaria』                                       |
| Various Artists | 「カノン」Panda sings シュリスペイロフ     | 『Radiolaria』                                       |

## エピソード
- ワンマンライブのオープニングBGMに使用されているのはパティ・ペイジの「I Don’t Care If The Sun Don’t Shine」やオリジナル曲「衝動」で、エンディングで流れるBGMはエジソンライトハウスの「恋のほのお」及び「Every Little  Move She Makes」
- 前述のムッシュかまやつとのコラボアルバム「THE SPIDER BEAT」のサウンド・プロデュース及びミックスを行なったのはTHE NEATBEATSのMr.PAN。全曲が彼のスタジオGRAND-FROG STUDIOでレコーディングされた本作は、オールモノラル録音となっている。ジャケットなどで使用される写真は、THE ROLLING STONESの日本人唯一のオフィシャルカメラマンとしても知られる有賀幹夫が撮影。マイクは実際にジミ・ヘンドリックスが使用したものが用いられている。収録曲の「なればいい」において甲本ヒロトがハーモニカを吹いており、「なんとなく なんとなく」ではMr.Panがギターを弾いている。
- ファーストアルバム「I WAS JAPANESE KINKS」のサウンドエンジニアを務めたのは元THE BREAKERSの篠原太郎。
- THE BOHEMIANSとしてのファーストライブは2005年4月18日の仙台enn。その年の大学の学祭にも出演している[12]。
- 平田ぱんだとビートりょうが初めてメイクを施したのは2006年7月の山形ミュージック昭和Sessionでのステージ。ビートりょうが当時ニューヨーク・ドールズに熱中していたのが発端であり、平田ぱんだもそれなら遠藤ミチロウや忌野清志郎のようなメイクをしようとなり、現在に至る[12]。

## 書籍
- 『THE BOHEMIANS PHOTO BOOK[写真 柴田恵理]』(2022年 ライブ会場・通販限定発売)

## タイアップ
| 曲名         | タイアップ                                     |
| ------------ | ---------------------------------------------- |
| THE ROBELETS | 日本テレビ系『音龍門』Baby Dragon’s Gate       |
| THE ROBELETS | 札幌テレビ『シアターS』9月度エンディングテーマ |
| THE ROBELETS | 石川テレビ『MUSIC ROOM N-18』                  |

- 「GIRLS（ボーイズ）」: 山形放送『ピヨ玉ワイド』エンディングテーマ
- 「ツイスターズのテーマ」: TOKAIケーブルネットワーク「MUSIC PARTY」にて2019年10月18日～2019年10月31日 MusicVideoオンエア
- 「ナナナナナナナ(通販・ライブ会場限定シングル『スペルまで / ナナナナナナナ』より)』: テレビ朝日系列YTS山形テレビ 「YTSスペシャル やまがた百景　絶景！庄内浜を行く」エンディングテーマ(2019年10月21日19:00〜19:54)

### 公式サイト
- THE BOHEMIANS Official Website
- THE BOHEMIANS | DELICIOUS LABEL

### SNS

#### Twitter
- ザ・ボヘミアンズ (@ItsTHEBOHEMIANS) - X（旧Twitter）
- ボグマ洋平(THE BOHEMIANS) (@thebohemiansno) - X（旧Twitter）
- ビートりょう (@ryothebohemians) - X（旧Twitter）

#### Instagram
- THE BOHEMIANS (@thebohemians.official) - Instagram
- 星川ドントレットミーダウン (@hoshi_bo) - Instagram
- ビートりょう (@beat_ryo) - Instagram

### ブログ
- ボグマ洋平(THE BOHEMIANS)のブログ - Ameba Blog

### 連載コラム
- 【連載】THE BOHEMIANSの5人全員かたまりダイナマイト連載の音楽まとめ | BARKS